# 미하일 수슬린
미하일 야코블레비치 수슬린(러시아어: Михаи́л Я́ковлевич Су́слин, 프랑스어: Michel Souslin 미셸 수슬랭[*], 1894~1919)은 러시아의 수학자이다. 집합론과 일반위상수학에 공헌하였으며, 특히 수슬린 가설을 제시하였다.

## 생애
러시아 사라토프주의 작은 마을인 크라사프카(러시아어: Красавка)에서 그레고리력 1894년 11월 15일에 태어났다. 아버지는 야코프 가브릴로비치 수슬린(러시아어: Я́ков Гаври́лович Су́слин)이었으며, 어머니는 마트료나 바실리예브나 수슬리나(러시아어: Матрёна Васи́льевна Су́слина)였다.
모스크바 대학교에서 니콜라이 루진 밑에서 박사 학위를 수여받았다. 러시아 내전 이후 유행한 티푸스로 인하여 그레고리력 1919년 10월 21일에 24세의 나이에 요절하였다.

## 저작
수슬린은 평생 총 3편의 논문을 집필하였으며, 그 가운데 1편은 생전에, 2편은 사후에 출판되었다.
- Souslin, Michel (1917). “Sur un définition des ensembles measurables B sans nombres transfinis”. 《Comptes Rendus de l’Académie des Sciences》 (프랑스어) 164: 88–91. JFM 46.0296.01.
  - 이 논문에서 수슬린은 해석적 집합의 개념을 도입하였다.
- Sierpiński, W.; Knaster, B.; Kuratowski, C.; Souslin, M.; Steinhaus, H.; Mazurkiewicz, S.; Lusin, N.; Felsztyn, T. (1920). “Problèmes”. 《Fundamenta Mathematicae》 (프랑스어) 1: 223–224.
  - 이는 수슬린 및 다른 수학자들이 제시한 미해결 문제집이다. 여기에 수슬린은 수슬린 가설을 제시하였다.
- Souslin, Michel (1923). “Sur un corps non dénombrable de nombres réels”. 《Fundamenta Mathematica》 (프랑스어) 4: 311–315. JFM 49.0147.03.

## 참고 문헌
- Igoshin, V. I. (1996). “A short biography of Mikhail Yakovlevich Suslin”. 《Russian Mathematical Surveys》 (영어) 51 (3): 371–383. doi:10.1070/RM1996v051n03ABEH002905.
- Kanamori, Akihiro (2011). 〈Historical remarks on Suslin’s problem〉 (PDF).   Kennedy, Juliette; Kossak, Roman. 《Set theory, arithmetic, and foundations of mathematics. Theorems, philosophies》. Lecture Notes in Logic (영어) 36. Cambridge University Press. 1–12쪽. doi:10.1017/CBO9780511910616.002. ISBN 9781107008045. Zbl 1258.03067.
- Lorentz, G. G. (2001년 9월). “Who discovered analytic sets?”. 《The Mathematical Intelligencer》 (영어) 23 (4): 31. doi:10.1007/BF03024600. ISSN 0343-6993.